# Lúcio Flávio Silva
Lúcio Flávio Silva Nônio Basso (em latim: Lucius Flavius Silva Nonius Bassus; c. 40–81?) foi um general romano do final do século I, governador da província da Judeia e cônsul em 81 com Lúcio Asínio Polião Verrugoso. Silva é lembrado principalmente como o comandante que liderou seu exército, composto principalmente pela Legio X Fretensis, em 72 até Massada e cercou a quase inexpugnável fortaleza na montanha ocupada por um grupo de rebeldes judeus, os sicários. O final do cerco, no ano seguinte, culminou com as forças de Silva invadindo o platô de Massada e com o suicídio em massa dos sicários, que preferiram a morte à derrota ou a escravidão. As ações de Silva foram documentadas pelo historiador do século I, Flávio Josefo. Em 2005, foram descobertos em Jerusalém os restos de um arco da vitória do século I celebrando esta conquista. E, é claro, ainda podem ser vistas as grandes obras de engenharia romana em Massada, um monumento ao alto nível alcançado pelos romanos na guerra de cerco.

## Primeiros anos
Flávio Silva nasceu na cidade romana de Urbs Salvia, na Itália, por volta de 40. Sua carreira foi típica de um garoto de uma família privilegiada que buscava poder no Império Romano. Ele começou sua carreira no vigintivirat, geralmente o primeiro passo para se conseguir chegar ao Senado Romano: era um colegiado de vinte cidadãos encarregados da administração de diversos assuntos municipais e governamentais de Roma. Silva era um dos três "responsáveis por ajudar os magistrados judiciais". Depois do vigitivirat, Silva foi tribuno militar da IV Scythica, questor, tribuno da plebe e legado da XXI Rapax. Questor é o primeiro estágio do curriculum honorum judiciário de ingresso ao Senado. Durante a guerra civil de 68–69, Silva apoiou Vespasiano. Em 73, foi elevado aos status de patrício e pretoriano. No mesmo ano, foi nomeado legado augusto propretor da Judeia no lugar de Sexto Lucílio Basso, que morreu no cargo. Silva foi governador da Judeia por oito anos durante o reinado de Vespasiano e de seu filho mais velho, Tito, entre 73 e 81, ano no qual foi eleito cônsul. Flávio Silva era o patrono de Urbs Salvia e ali foi, por duas vezes, pretor quinquenal, uma posição honorária.

## Cerco de Massada
O contexto histórico do Cerco de Massada, liderado por Silva, era o de uma operação de "limpeza" dos últimos focos da resistência judaica ao governo romano depois da aniquilação da revolta em Jerusalém (70). Enquanto Massada era o último vestígio da revolta, era muito mais como símbolo do que como ameaça de fato. Assim, o ataque foi muito mais para ganhar prestígio do que para aumentar a segurança. Os 4 000 ou 5 000 soldados romanos superavam em muito o número de ocupantes da fortaleza, estimado por Josefo como sendo 960 homens, mulheres e crianças.
O desafio central para Silva e seus engenheiros militares era o de vencer o platô elevado e isolado e suas fortificações, construídas originalmente pelo rei Herodes, o Grande. Silva cercou a fortaleza com uma muralha de cerco (circunvalação) com 1,8 metros de altura e 11 quilômetros de comprimento para prevenir fugas e sortidas. A muralha também cercava oito acampamentos criados para abrigar as forças romanas. Depois que os esforços originais para vencer as defesas de Massada fracassaram, o exército de Silva construiu uma rampa de cerco encostada na fachada ocidental do platô, utilizando milhares de toneladas de pedras e terra batida. A gigantesca rampa de terra, que ainda hoje sobrevive, permitiu que os romanos empurrassem uma torre de cerco com um aríete para romper as muralhas de Massada. A vitória de Silva, contudo, foi incompleta, pois seus adversários haviam cometido um suicídio em massa antes que os romanos conseguissem conquistar o topo da montanha. Porém, os romanos de fato tiveram sucesso em deixar sua posição clara e removeram um obstáculo ao seu controle completo da Judeia.

## Últimos anos
Silva serviu como cônsul entre janeiro e fevereiro de 81 e encomendou a construção de um anfiteatro em Urbs Salvia. Ele foi utilizado para lutas de gladiadores e outras diversões romanas. Em 1957, uma inscrição em pedra foi encontrada no anfiteatro que descrevia os diversos postos ocupados por Silva — triúnviro capital, tribuno da Legio IV Scythica, questor, tribuno da plebe e legado da XXI Rapax. O anfiteatro é utilizado ainda hoje para festivais de teatro.
A morte de Silva é tema de muitas especulações. Depois de seu consultado e da morte de Tito, Silva provavelmente foi vítima do reinado de terror do início do reinado de Domiciano, que expurgou todos os generais mais populares que ele enxergava como possíveis rivais. Depois de cair em desgraça, suas realizações foram apagadas nos arquivos romanos, um processo chamado pelos romanos de damnatio memoriae.

## Achados arqueológicos
Em outubro de 2005, o arqueólogo húngaro Dr. Tibor Grull publicou um artigo sobre uma lápide de pedra escavada em 1999 perto do Monte do Templo de Jerusalém. A inscrição latina na lápide descreve Silva como o vencedor de Massada e, acredita-se, era parte uma restauração da cidade depois da vitória de Roma.